# Кайзераугст
Кайзераугст (нім. Kaiseraugst) — громада  в Швейцарії в кантоні Ааргау, округ Райнфельден.

## Географія
Громада розташована на відстані близько 70 км на північ від Берна, 30 км на північний захід від Аарау.
Кайзераугст має площу 4,9 км², з яких на 40% дозволяється будівництво (житлове та будівництво доріг), 20% використовуються в сільськогосподарських цілях, 32,7% зайнято лісами, 7,3% не є продуктивними (річки, льодовики або гори).

## Демографія
2019 року в громаді мешкало 5533 особи (+7,2% порівняно з 2010 роком), іноземців було 29%. Густота населення становила 1129 осіб/км².
За віковим діапазоном населення розподілялося таким чином: 19,7% — особи молодші 20 років, 61,7% — особи у віці 20—64 років, 18,6% — особи у віці 65 років та старші. Було 2406 помешкань (у середньому 2,3 особи в помешканні).
Із загальної кількості 5865 працюючих 12 було зайнятих в первинному секторі, 4234 — в обробній промисловості, 1619 — в галузі послуг.